# Павельце (Лодзинське воєводство)
Павельце (пол. Pawelce) — село в Польщі, у гміні Кльонова Серадзького повіту Лодзинського воєводства.
Населення — 133 особи (2011).
У 1975-1998 роках село належало до Серадзького воєводства.

## Демографія
Демографічна структура станом на 31 березня 2011 року:
|          | Загалом | Допрацездатний вік | Працездатний вік | Постпрацездатний вік |
| -------- | ------- | ------------------ | ---------------- | -------------------- |
| Чоловіки | 64      | 6                  | 48               | 10                   |
| Жінки    | 69      | 13                 | 35               | 21                   |
| Разом    | 133     | 19                 | 83               | 31                   |